# Matavfall

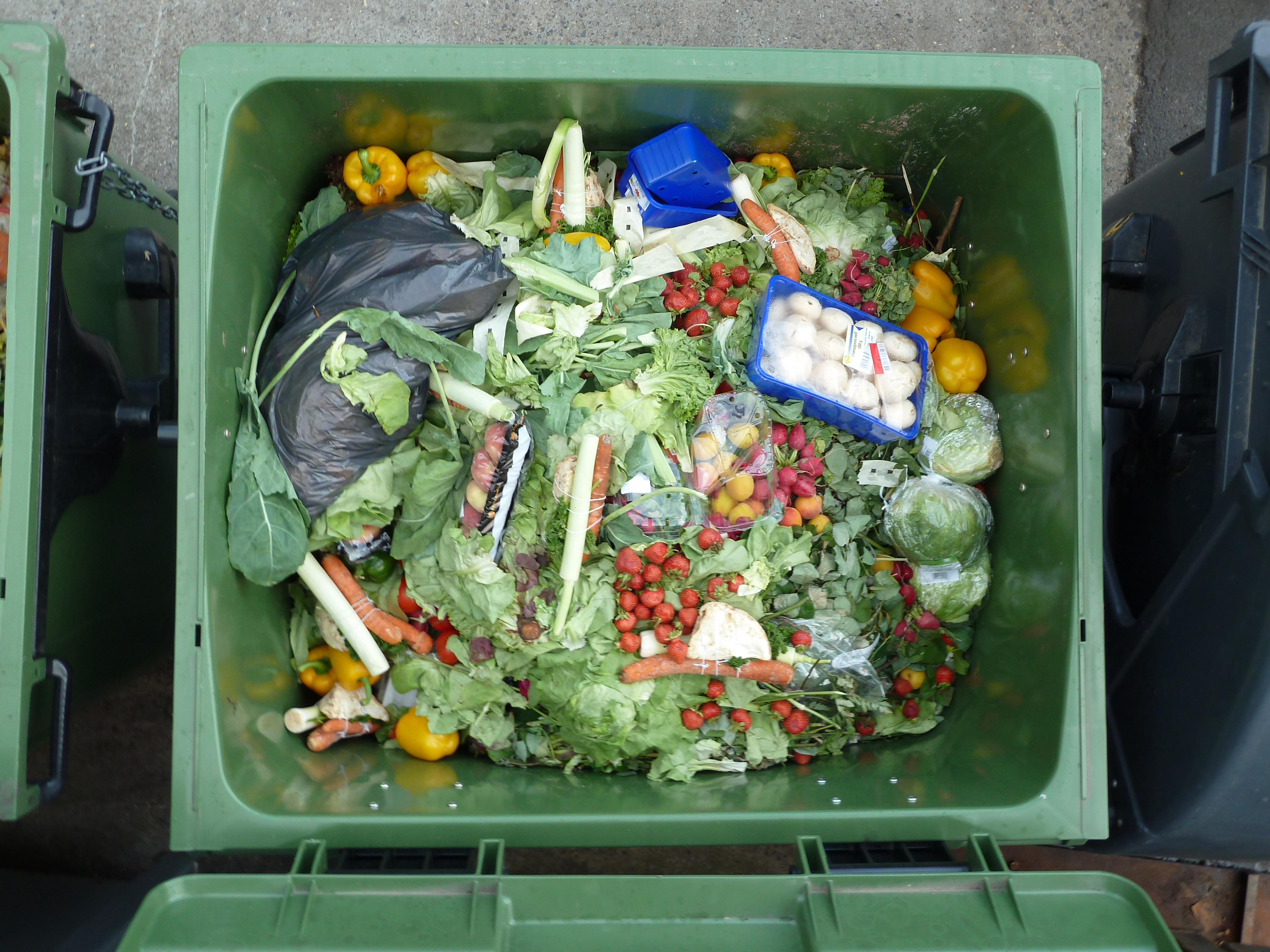
Matavfall i en avfallstunna.

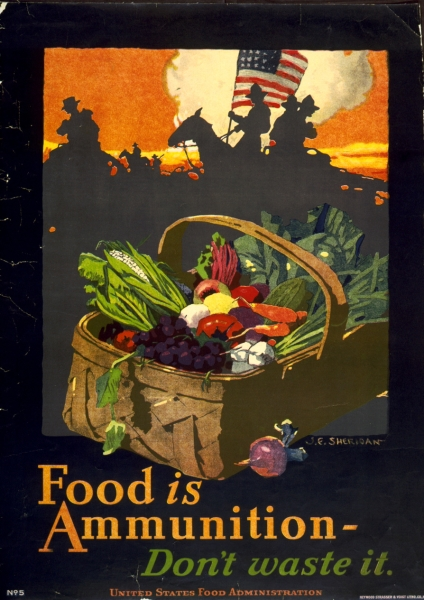
Affisch från första världskriget: "Mat är ammunition – slösa inte med det."

Matavfall är enligt Europeiska kommissionens definition slängt livsmedel, eller som enligt lag måste slängas eller är tänkt att slängas. Det förekommer däremot många andra definitioner av matavfall, precis som med begreppet avfall i övrigt.

## Matavfall i olika led

### Odling
I industriländer och utvecklingsländer med storskalig industriell odling av mat kan matavfall förekomma vid många olika led och i omfattande volymer. Mängden matavfall från subsistensjordbruk är svår att uppskatta, men antas vara obetydlig i jämförelse.
Undersökningar inom livsmedelsindustrin i USA, som odlar mest varierat i hela världen har visat att matavfall uppkommer redan i allra första ledet. Vid odlingen kan insekter och ogynnsamt väder orsaka bortfall. Vid skördning kan användandet av maskiner skapa bortfall då det blir svårare att skilja mellan mogna och omogna grödor. Ekonomiska faktorer kan också göra att odlarna skördar mer selektivt. Regler och standarder för kvalitet och utseende kan göra att grödor som inte möter kvalitetskraven inte kan säljas, och i stället blir mer ekonomiska som gödsel eller djurfoder.

### Förädling
Bortfallet fortsätter i förädlingsprocessen av livsmedel, men är svårt att uppskatta på grund av alla de faktorer som spelar in. Vid lagring kan en stor del gå till spillo på grund av insekter och mikroorganismer. Särskilt i länder med varmt klimat (runt 30 grader C) och med hög luftfuktighet (70–90 procent) som gynnar reproduktionen av skadedjur. Även kvaliteten på livsmedlet kan förändras genom försämrat näringsvärde eller reducering i vikt eller volym.
En del av matavfallet under förädlingen är svår att komma bort ifrån utan att påverka kvaliteten på slutprodukten.

## Matavfallets påverkan
Mängden matavfall och dess påverkan varierar kraftigt mellan olika länder. Hur det påverkar samhället, ekonomin och miljön beror dels på hur stora volymer det rör sig om och dels på hur matavfallet tas om hand. Vissa länder har obetydligt matavfall, medan andra har direkt ofrånkomligt stora mängder. I USA och Storbritannien är påverkan enorm. Årligen har Storbritannien matavfall på 6,7 miljoner ton som motsvarar ett värde av 114,5 miljarder kronor. Utslaget på ett enskilt hushåll i Storbritannien blir kostnaden mellan 2 800 och 4 500 kr.
En undersökning vid universitetet i Arizona från 2004 antydde att 14–15 procent av den fullkomligt ätbara maten i USA lämnas orörd eller oöppnad. Det motsvarar ett värde av 318,5 miljarder kronor.

## Åtgärder

### Förebyggande
Att helt enkelt försöka förebygga uppkomsten av matavfall är en åtgärd. Det har påpekats av miljöorganisationer och uppmärksammats av media. Konsumenter kan minska sitt matavfall genom att planera bättre när de handlar och undvika spontana inköp som ofta visats vara det som orsakar mest matavfall. Kunskap om hur livsmedlen förvaras på bästa sätt är också fördelaktigt.

### Uppsamling

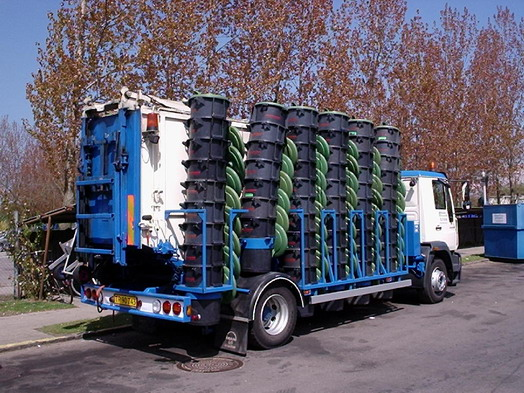
En dansk lastbil för uppsamling av matavfall.

Från slutet av 1800-talet till mitten på 1900-talet samlade många kommuner in matavfall som sedan desinficerades genom ånga och blev föda till grisar. Under senare tid hämtas matavfall vanligtvis vid samma tillfälle som också annat avfall avhämtas. Särskilda hämtningar av matavfall har dock börjat ordnas i vissa områden runt om i världen. I Sverige är det, från och med den 1 januari 2024, lag på att såväl hushåll som verksamheter ska sortera matavfall separat.

### Behandling
Matavfall kan precis som annat avfall deponeras, men det kan också användas som föda till grisar eller komposteras och berika odlingsjord.
Att lämna matavfall på en soptipp skapar obehaglig odör, avfallet drar till sig flugor och skadedjur och det kan bidra till en ökning av BDO i lakvatten.
EU förordar i olika direktiv på området att matavfall inte ska lämnas på soptipp.